# 達貴
達貴（阿美語：Takuwi/Takuy；撒奇萊雅語：Takuy）是台灣阿美族南勢群神話中的蛇神，會預知戰爭的吉凶，撒奇萊雅族中也有相關的傳說。

## 簡述
達貴來自七腳川部落（Cikasuwan，位於今花蓮縣吉安鄉），是當地的守護神，里漏部落（Lidaw，同樣位於吉安鄉）也有牠的信仰，巫師們會在如mirecok（巫師群內部祭儀）等祭典時祭祀牠，傳說牠的外型為一條巨大的蛇，為蛇的卡瓦斯；但也有說法認為牠是阿里嘎蓋族的其中一員，在被阿美族人擊敗後逃至七腳川部落，並且成為該部落的神祇，經常會以豬或蛇的型態出現。

## 能力
據說達貴固定住在七腳川部落附近，一個叫做圓山山丘（Kapuces，其意為大痔瘡）的地方:181，住處附近還有一顆巨石，每當部落有戰事或有族人要服役的時候，就會有長者帶著族人前去向牠請求神諭來知道事情的吉凶。他們會在巨石前舉行Mifetik儀式（滴酒敬禮），等待達貴的出現，而主導的長者會告訴牠族人的來意，並且聽取牠的預言。但需要注意的是，並不是所有人都看得到達貴、而能聽懂牠的話的人又更少了。

## 失蹤
在日治時期的七腳川事件期間，日本為了打擊族人的士氣，派出軍隊和挖土機前去推倒達貴現身的巨石，並且把巨石埋了起來，至今已沒有人知道確切的掩埋位置了，達貴也就此失蹤，但日方也因為受到了祂的反擊，不僅帶領軍隊的指揮官和挖土機的司機都當場猝死、許多在場的人後來也生了大病、很久之後才恢復。

### 封印
後來二戰結束後，有一名道士來到當地，聲稱那裡「窮凶惡地，靈蛇出世」，因此在當地興建了三軍公墓（今花蓮縣軍人忠靈祠）鎮壓「蛇妖」，研究者認為那個蛇妖就是指達貴。

## 其他傳說
1. 在撒奇萊雅族的傳說中，達貴原本是人，但不知為何變成了一條巨蛇，並且住在族人部落附近坑洞裡，經常偷吃族人的狗、雞等家畜，最後被一名少年用一把擁有神力的刀擊敗（刀是從一名叫金里的少女那裡得到的），但少年最後因為牠的求饒而放過牠，而牠也不再偷吃族人的動物了[6]。
2. 在阿美族馬太鞍的傳說當中，達貴是第八代神祇（惡神），與河神伊得是兄弟[7]:202。